# تشرافس (المفلحي)

تعديل مصدري - تعديل

تشرافس هي إحدى قرى عزلة المفلحي بمديرية المفلحي التابعة لمحافظة لحج، بلغ تعداد سكانها 388 نسمة حسب تعداد اليمن لعام 2004.